# Fucsina
La fucsina o rosanilina cloridrato di formula bruta C20H19N3·HCl è una sostanza colorante organica per la tintura dei tessuti e dei filati color magenta e fucsia.

## Utilizzo
Viene largamente utilizzata nel campo della biologia (colorazione istochimica di Feulgen per gli acidi nucleici) e della microbiologia (colorante batterico) come colorante per microscopia, ed in chimica analitica nel test di Schiff per la rivelazione delle aldeidi.
In micologia rende visibili le incrostazioni presenti sulle ife primordiali del cappello di alcune specie del genere Russula Romagn.
Questo colorante viene utilizzato nel ciclo della colorazione di Gram, come colorante di contrasto al posto della safranina.